# Torneo de Santiago 1994
El Torneo de Santiago es un torneo de tenis que se jugó en arcilla. Se disputó en la ciudad de Santiago. Fue la 2° edición oficial del torneo. Se realizó entre el 24 y el 30 de octubre.

## Campeones

### Individuales Masculino
Alberto Berasategui venció a  Francisco Clavet por 6-3 y 6-4

### Dobles Masculino
Karel Novacek /  Mats Wilander vencieron a  Tomás Carbonell /  Francisco Roig por 4-6, 7-6 y 7-6